# Lake Forest Park
Lake Forest Park az Amerikai Egyesült Államok északnyugati részén, Washington állam King megyéjében elhelyezkedő város. A 2010. évi népszámlálási adatok alapján 12 598 lakosa van.

## Történet
A tervezett települést 1912-ben alapította Ole Hanson. Az infrastruktúra kialakításakor szigorúan követték a természeti adottságokat; a települést a következőképp népszerűsítették:
…szigorú szabályaink szerint a természeti adottságokat meg kell őrizni; egy fát sem vágunk ki akaratlanul; minden vadvirágot megőrzünk; a patakokat, forrásokat, a tópartot, a bólogató füzeket, az impozáns cédrusokat, a fenséges fenyőket, a reszkető ciprusokat, az otthonos juharfákat, valamint a flóra és fauna többi részét, amivel a Természet megáldotta ezt a tópartot, emberi kéz be nem mocskolhatja.
A Red Brick Road (a mai Bothell Way) 1914-es elkészültéig Lake Forest Park volt a legészakibb pont, ahova Seattle-ből közúton el lehetett jutni; innen csak a Washington-tavon és a Seattle, Lake Shore and Eastern Railway vasútvonalán lehetett továbbmenni.
Lake Forest Park 1961. június 20-án kapott városi rangot. A település lakossága az 1990-es években a környékbeli területek bekebelezésével megduplázódott.
Az 1998-ban a város által megvásárolt területen kialakított Lyon Creek Park megvalósításán önkéntesek százai dolgoztak. Az ötven éven át Marcia és Robert Morris tulajdonában álló telken fekvő épületeket elbontották, és helyükre ötszáz őshonos növényt ültettek.

## Infrastruktúra
Az 1964-ben kiépített városközpont átalakításáról az önkormányzat megbeszélést kezdeményezett; a település kereskedelmi centrumaként szolgáló városrész végül érintetlenül maradt. A központban található a megyei könyvtár kirendeltsége, a rendőrség és a városháza is. A Third Place Commons közösségi térként üzemel, nyaranta pedig a termelői piac helyszíne.

## Éghajlat
A város éghajlata mediterrán (a Köppen-skála szerint Csb).

## Népesség
A 2010-es népszámláláskor a városnak 12 598 lakója, 5024 háztartása és 3502 családja volt. A népsűrűség 1382,9 fő/km2. A lakóegységek száma 5268, sűrűségük 578,3 db/km2. A lakosok 83%-a fehér, 1,8%-a afroamerikai, 0,,6%-a indián, 8,8%-a ázsiai, 0,2%-a a Csendes-óceáni szigetekről származik, 1%-a egyéb, 4,7%-a pedig kettő vagy több etnikumú. A spanyol vagy latino származásúak aránya 3,6% (   )
A háztartások 30,2%-ában élt 18 évnél fiatalabb. 58,6% házas, 7,8% egyedülálló nő, 3,3% egyedülálló férfi, 30,3% pedig nem család. 23% egyedül élt; 7,9%-uk 65 éves vagy idősebb. Egy háztartásban átlagosan 2,49 személy élt; a családok átlagmérete 2,92 fő.
A medián életkor 45 év volt. A város lakóinak 20,8%-a 18 évesnél fiatalabb, 6,4% 18 és 24 év közötti, 22,8%-uk 25 és 44 év közötti, 34,9%-uk 45 és 64 év közötti, 15,1%-uk pedig 65 éves vagy idősebb. A lakosok 49,7%-a férfi, 50,3%-a pedig nő.

## Fordítás
- Ez a szócikk részben vagy egészben  a   Lake Forest Park, Washington című angol Wikipédia-szócikk ezen változatának fordításán alapul.  Az eredeti cikk szerkesztőit annak laptörténete sorolja fel. Ez a jelzés csupán a megfogalmazás eredetét és a szerzői jogokat jelzi, nem szolgál a cikkben szereplő információk forrásmegjelöléseként.